# Ghenadie al II-lea al Constantinopolului
Ghenadie al II-lea Scholarios (n. 1400, Constantinopol, Imperiul Roman de Răsărit – d. 1473, Saint John the Baptist Monastery, Serres⁠(d), Macedonia și Tracia⁠(d), Grecia) a fost un filosof și teolog ortodox grec, primul Patriarh Ecumenic al Constantinopolului de după Căderea Constantinopolului (1453).

## Viața
Ghenadie a fost secretarul împăratului Ioan al VIII-lea Paleologul în timpul lucrărilor Conciliului de la Florența. A susținut inițial unirea cu Biserica Romei, însă câțiva ani mai târziu a fost dezamăgit de modul în care aceasta a fost pusă în practică, drept pentru care s-a retras la o mănăstire din Constantinopol.
După citirea decretului de la Florența în Catedrala Hagia Sofia la 12 octombrie 1452, Ghenadie a devenit liderul opoziției antiunioniste.
Căderea Constantinopolului, moartea împăratului Constantin al XI-lea Paleologul și fuga patriarhului Grigore al III-lea au pus capăt chestiunii unirii bisericești. Deși Grigore al III-lea era încă în viață, Ghenadie a acceptat să fie ales ca patriarh în 1454, funcție pe care a exercitat-o timp de doi ani, după care s-a retras la o mănăstire din Macedonia.
Ghenadie al II-lea a convenit cu sultanul Mahomed al II-lea relocarea grecilor și a altor creștini din Constantinopol în cartierul Fanar.
Patriarhul legitim, Grigore al III-lea, a murit la Roma în 1459, iar succesor al său a devenit mitropolitul Isidor al Kievului.